# Orangerie (Wernigerode)

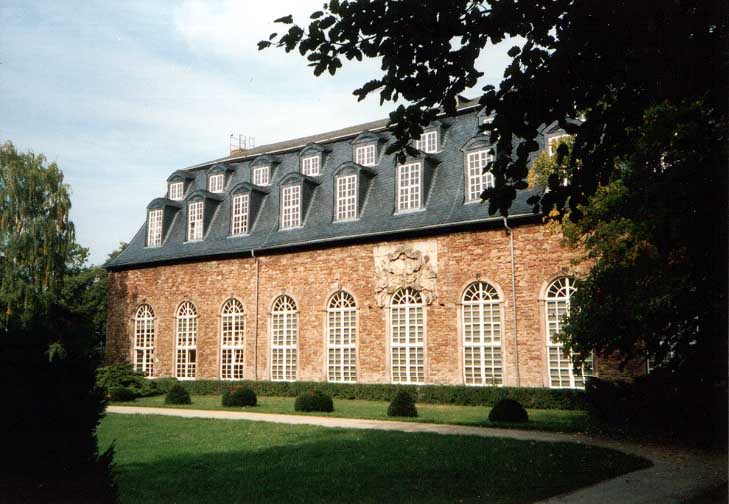
Orangerie im Lustgarten von Wernigerode

Die Orangerie im Lustgarten der Stadt Wernigerode, Lindenallee 21, wurde von Graf Christian Ernst zu Stolberg-Wernigerode im 18. Jahrhundert angelegt. Das Gebäude wird heute als Standort der Abteilung Magdeburg des Landesarchivs Sachsen-Anhalt genutzt.

## Geschichte

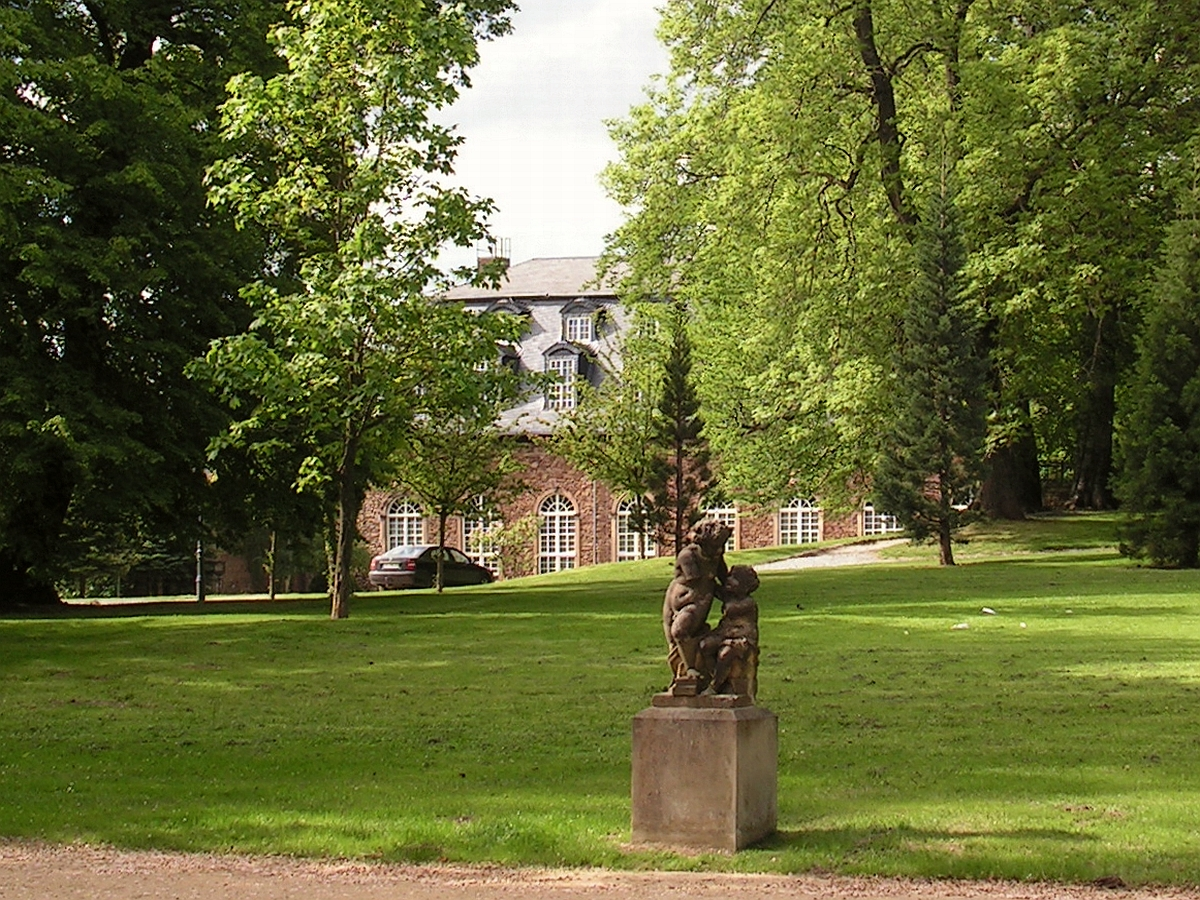
Orangerie und Kunst im Lustgarten von Wernigerode

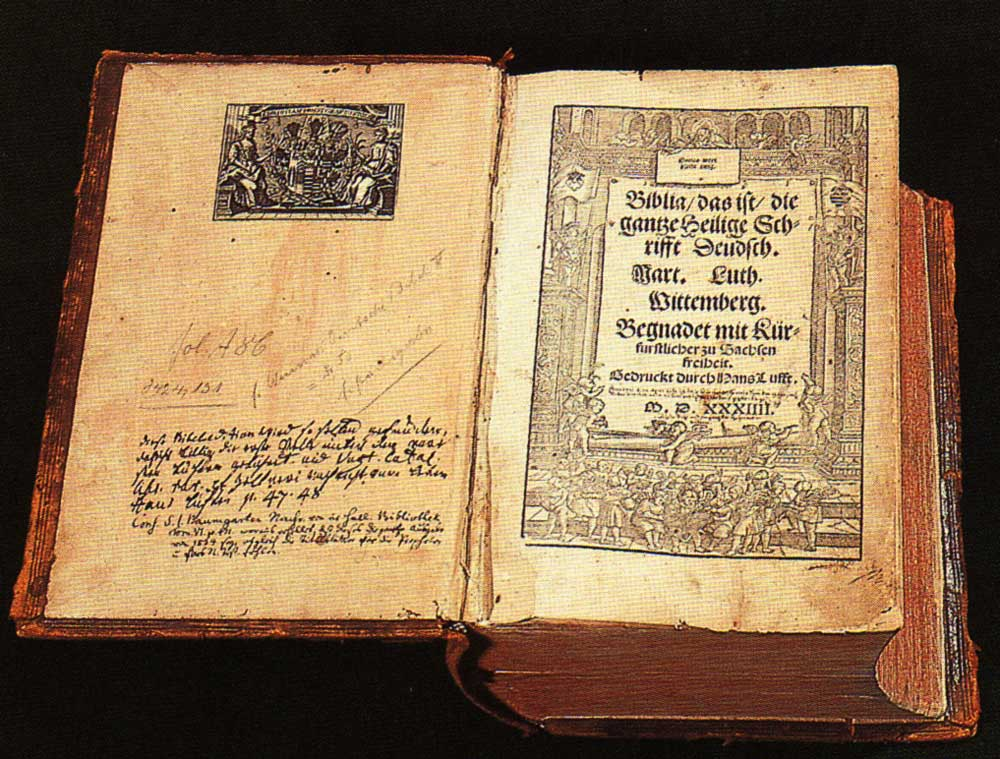
Lutherbibel aus der fürstlichen Bibliothek

Als der junge Graf Christian Ernst die Residenz der Grafen zu Stolberg-Wernigerode von Ilsenburg (Harz) zurück nach Wernigerode verlegte, ließ er ab 1713 zahlreiche Orangenbäume und andere subtropische Gewächse anschaffen, die er in dem im französischen Stil umgewandelten Lustgarten aufstellen ließ. Zur Unterbringung dieser Gewächse im Winter ließ er ab 1728 an der Nordwestseite des Gartens ein Gebäude aus Rogenstein errichten. Dieses Gestein wurde in einem Steinbruch vor Ort abgebaut. Das Gebäude der Orangerie wurde 1731 mit einer Predigt des Grafen Nikolaus Ludwig von Zinzendorf aus Herrnhut eingeweiht. Am Ende des 18. Jahrhunderts ließ Graf Christian Friedrich zu Stolberg-Wernigerode die Pflanzen verkaufen und das Gebäude als Konzerthalle und Sommerresidenz seiner Familie nutzen. 1826 zog die gräfliche Bibliothek in die Orangerie. Die Wiedereröffnung in dem neu eingerichteten Lokal erfolgte am Mittwoch, dem 23. Mai 1827. Mit über 100.000 Bänden und ihrer wertvollen Bibelsammlung zählte die Bibliothek zu den bedeutendsten Privatbibliotheken Mitteldeutschlands. Wertvolle Teile der Bibelsammlung wurden ab 1929 gewinnbringend veräußert. Nach dem Zweiten Weltkrieg wurde die Bibliothek von der Sowjetischen Besatzungsmacht beschlagnahmt und als so genannte Beutekunst in die UdSSR verbracht. Reste des durch die Bodenreform enteigneten Bücherbestandes gelangten in die Universitäts- und Landesbibliothek Sachsen-Anhalt in Halle (Saale). Das viele Jahre dem Verfall preisgegebene Gebäude wurde von 1963 bis 1967 zu einem Standort des heutigen Landesarchivs Sachsen-Anhalt ausgebaut.